# تاریخ مختصر فلسفه جدید
تاریخ مختصر فلسفه جدید: از دکارت تا ویتگنشتاین نوشته راجر اسکروتن که اولین ویرایش آن در سال ۱۹۸۲ منتشر شد تاریخچه‌ای از فلسفه جدید متشکل از شخصیت‌های اصلی و دغدغه‌های عقلانی مهمی که از رنه دکارت به بعد، فلسفه غرب را شکل داده‌اند، است. اسکروتن در این کتاب کوشیده تا مضمون استدلال‌ها و نتایج فلسفی آن‌ها را بررسی کند. دومین ویرایش اصلاح شده کتاب در سال ۱۹۹۵ منتشر شد.
کتاب شامل پنج بخش اصلی (غیر از مقدمات) است که هر کدام شامل چند فصل می‌گردد:
1. عقل‌گرایی
2. تجربه‌گرایی
3. کانت و ایدئالیسم آلمانی
4. دگرگونی سیاسی
5. فلسفه معاصر